# Navan
Navan[uttal saknas](iriska: An Uaimh) är huvudort i grevskapet Meath på Irland. Staden ligger på vägen N3 och är den nionde största och snabbast växande staden på Irland. Mellan 1996 och 2002 ökade stadens folkmängd med 51,6 %. År 2002 hade Navan totalt 3 406 invånare i orten och 16 011 i det närliggande området.
Huvudort i grevskapet var tidigare Trim.

 